# Thomas Baines (journalist)
Thomas Baines, född 1806, död 1881, var en engelsk journalist och lokalhistoriker, son till Edward Baines (1774–1848).
Baines utgav 1829–59 den i norra England synnerligen inflytelserika liberala tidningen "Liverpool Times". Värdefulla är hans lokalhistoriska arbeten Lancashire and Cheshire, past and present (1867) samt Yorkshire, past and present (4 band, 1871–75).